# Canton, South Dakota
Canton är administrativ huvudort i Lincoln County i South Dakota. Enligt 2020 års folkräkning hade Canton 3 066 invånare.

## Kända personer från Canton
- Tim Johnson, politiker
- Ernest Lawrence, fysiker